# Campionat del món de ciclisme en pista de 1898
El Campionat Mundial de Ciclisme en Pista de 1898 es va celebrar a Viena (Imperi Austrohongarès) del 8 al 12 de setembre de 1898. En total es va competir en 4 disciplines, 2 de professionals i 2 d'amateurs.

## Resultats

### Professional
| Prova                | Or                              | Argent                          | Bronze                    |
| Velocitat individual | George A. Banker · Estats Units | Franz Verheyen · Imperi Alemany | Edmond Jacquelin · França |
| Darrere moto         | Richard Palmer · Regne Unit     |                                 |                           |

#### Amateur
| Prova                | Or                              | Argent                          | Bronze                               |
| Velocitat individual | Paul Albert · Imperi Alemany    | Ludwig Opel · Imperi Alemany    | Thomas Summersgill · Regne Unit      |
| Darrere moto         | Albert-John Cherry · Regne Unit | Gunther Graben · Imperi Alemany | Anton Huneck · Imperi Austrohongarès |

## Medaller
| Pos. | País                  | Or | Plata | Bronze | Total |
| 1    | Regne Unit            | 2  | 0     | 1      | 3     |
| 2    | Imperi Alemany        | 1  | 3     | 0      | 4     |
| 3    | Estats Units          | 1  | 0     | 0      | 1     |
| 4    | França                | 0  | 0     | 1      | 1     |
| -    | Imperi Austrohongarès | 0  | 0     | 1      | 1     |